# Ca l'Estany (Copons)
Ca l'Estany és una obra barroca de Copons (Anoia) inclosa a l'Inventari del Patrimoni Arquitectònic de Catalunya.

## Descripció
Casa de planta rectangular amb el sostre a dues vessants. De pedra i teules.
De dos pisos. Al davant balcons i al costat lateral i primer pis del darrere arc formant galeria-
A la façana principal, l'escut de nobiliari dels Lacambra.

## Història
Principis segle xix.